# Tikrit
Tikrit (تكريت) este un oraș în Irak, situat la 140 km de Bagdad. Orașul are o populație de 28.900 locuitori (2002), și este capitala provinciei Salah ad Din.
Orașul este cunoscut pentru că este locul de naștere a dictatorului Saddam Hussein. Pe 13 decembrie 2003, la aproximativ 20:30 (UTC +3), Saddam Hussein a fost capturat în așezarea Ad Dawr, 15 km de la Tikrit.